# Andrei Sârbu
Andrei Sârbu (n. 6 decembrie 1950, Chișinău – d. 14 aprilie 2000, Chișinău), a fost un pictor originar din Republica Moldova, care a contribuit la înnoirea limbajului plastic din spațiul basarabean, promotor al accentelor moderniste în pictură. A reușit să se impună prin lucrările sale non figurative, precum și cele realizate în limbajul pop art-ului și a realismului fotografic.
La 6 decembrie 2013 familia Artistului a lansat web-site-ul, dedicat artei lui Andrei Sârbu: AndreiSarbu.info Arhivat în 17 mai 2014, la Wayback Machine..

## Date biografice

### Anii de început și formarea
S-a născut într-o familie mare - în afară de el mai erau șase copii, printre care frații săi  Vasile Sârbu și Mihail Sârbu.
A fost căsătorit, soția sa, Antonina activă în calitate de psiholog la USM.
Între 1963 și 1966 Andrei Sârbu a frecventat Școala de Arte Plastice A.V. Sciusev, filială a Școlii-internat nr. 1 din Chișinău. Aici face cunoștință cu graficianul Vasile Cojocaru, cu pictorul Gheorghe Munteanu și cu sculptorul Dumitru Rusu (Scvortov). 
După această perioadă pleacă la Sankt-Petersburg (pe atunci Leningrad) să-și continue studiile la Facultatea de Scenografie a Colegiului de Artă Teatrală “Valentin Serov”. Este nevoit să părăsească facultatea după trei ani de studii din considerente materiale. Situarea la Sankt-Petersburg a avut un rol formator și i-a permis lui Andrei Sârbu să se familiarizeze cu contextul artei moderne, iar in perioada 1966-1968 face studii la Colegiul de arte plastice din Tallin, Estonia.
Din 1968 studiază și crează în atelierul renumitului pictor basarabean Mihai Grecu.  
Andrei Sârbu debutează în 1968 cu lucrarea “Mușcata din casa părintească” în cadrul expoziției autumnale de la Muzeul Național de Arte Plastice din Chișinău. Tot în același an își începe activitatea în calitate de scenograf al Teatrului “Luceafarul” din Chișinău, în cadrul colaborării cu Esther și Mihai Grecu, Ion Ungureanu și Ilie Todorov.  
În 1971 îl secundează pe Mihai Grecu la elaborarea și executarea eboșei desenului pentru decorul monumental al interiorului Pavilionului URSS de la Târgul internațional de la Leipzig.  
Din 1973 Andrei Sârbu activează în calitate de profesor de pictură și artă decorativă în cadrul  cursurilor pentru pictori-decoratori, organizate de Ministerului Culturii din Republica Moldova.  

## Opera
Lucrarea de debut “Mușcata din casa părintească” (1968) nu s-a păstrat, însă o impresie asupra căutărilor artistului din acea perioadă ne-o oferă opera “Mușcata” (1974). 
Pânza “Mere” (1974) reprezintă o lucrare de referință din creația lui Andrei Sârbu.
Tablourile “Ceas-1” și “Ceas-2” (1976) în structura cărora sunt încorporate fragmente de dantelă și cadranul unui ceas fără ace, atestă importanța acordată de artist, în anii ’70, tehnicii colajului.
Tot în această perioadă, Andrei Sârbu participă la refacerea picturii bisericii din comuna Stolniceni, județul Lăpușna, împreună cu arhitecții Mihai Chiosev, Valerian Grosu și Ion Moraru. În 1979 întreprinde lucrări monumentale în comun cu arhitectul Mihai Chiosev în comuna Valea Trăisteni, județul Ungheni.  
Datorită unor artiști americani precum Don Eddy și Andrew Flack, fotorealismul devine popular și în Europa, iar Andrei Sârbu a îmbrățișat acest limbaj după ce a creat o serie de lucrări influențate de Pop Art, lucrarea “Proiectie” (1976-77) reprezentând o operă de referință din această serie.   
Lucrarea “Concerto grosso” (1978-79) marchează tranziția de la pictura fotorealistă spre noul ciclu de picturi din anii ‘80. Motivul peliculei cinematografice care segmentează tabloul în două cadre distincte, poate fi depistat în această lucrare, precum și imaginea florii-soarelui, devenită ulterior, alături de gutuie, unul dintre motivele preferate ale naturii statice realizate de Andrei Sârbu.  
Perioada realizării ciclului de tablouri cu genericul “Reflexe” (1987-89) este considerată perioada atingerii de către Andrei Sârbu a maturității depline în creație. Operele din această perioadă precum “ Înaltul cerului”, “De treci codri de aramă”, “Fiind băiat păduri cutreeram”, “Nu credeam să-nvăț a muri vreodată” și ciclul de tablouri cu genericul “Câmp”, țin de genul abstracției lirice.  
Din 1988, în mare parte datorită eforturior lui Marat Ghelman, Andrei Sârbu începe să participe la expozițiile moscovite.  
Lucrarea “Sonet” (1989) este une dintre cele mai reprezentative din ciclul “Reflexe” în care poate fi depistată influența expresionismului abstract, a suprematismului și a curentului De Stijl. “De treci codri de aramă” (1989) este una dintre cele mai poetice opere din această perioadă.
În seria “Metaforme” precum și în ciclul de tablouri “Fără titlu”, Andrei Sârbu caută limbajul picturii pure, non figurative.
Galbenul divers atât în saturație cât și în valoare, a constituit un punct de reper care a structurat cromatic și compozițional operele din ciclul “Gutui” și “Floarea Soarelui, iar violetul din “Metaforma” (1990), “Ușa”  (1996), Dimineața” (1997) impresionează prin intentisitatea sa și se impune în tablourile cu titlul “Metaformă 1990” în care rigurozitatea formelor amintește de abstracționismul lui Kandinsky și al lui Malevici”.
Andrei Sârbu a utilizat cu mult talent și  limbajul “Op Art”-ului  (Arta Optică), în spiritul maestrului ei consacrat, pictorului francez Victor Vasarely.  
Odată cu prăbușirea Uniunii Sovietice la sfârșitul anului 1991, participarea la manifestările culturale din România devine accesibilă pentru artiștii plastici basarabeni. În perioada 1993-95, Andrei Sârbu participă la taberele de creație de la Tescani, Câmpina, Tulcea și Câmpulung-Moldovenesc.
Lucrările sale sunt o prezență constantă în cadrul “Saloanelor Moldovei” organizate începând cu 1991 la Chișinău, Bacău, Galați și București. În 1994 artistul devine laureat al expoziției-concurs prilejuită de ediția a IV-a a acestor saloane.  
Andrei Sârbu devine unul dintre purtătorii de cuvânt al grupului “Zece” înființat la sfârșitul anului 1991. 
În ultimul deceniu de viață, artistul își îndreaptă atenția spre trecutul ținutului natal. Seria “Arheologie” asupra căreia Andrei Sârbu va lucra până în ultima zi, reprezintă o nouă manifestare a talentului sau. O primă abordare a motivelor inspirate de vestigiile trecutului pot fi depistate încă din 1987 în lucrarea “Piatra istoriei”.  
La finele anului 1998, Fundația Soros-Moldova a sprijinit proiectul “Arheo” lansat de Andrei Sârbu, iar expoziția cu genericul omonim proiectului a avut loc în septembrie 1999 în incinta Muzeului Național de Arte Plastice din Chișinău. Artistul a abordat acest proiect cu o temă polisemantică prin prisma unei picturi moderne, dar pornind de la tradiție.
La sfârșitul anului 1999 Fundația Soros-Moldova i-a conferit artistului bursa de excelență.
Andrei Sârbu nu a avut ocazia să organizeze expoziția personală “Anno-Timpuri,” misiune care i-a revenit Antoninei Sârbu, soția artistului, care și de această dată a marcat publicul. La 14 aprilie 2000, Andrei Sârbu se stinge din viață.  
Pe parcursul întregii sale vieți, Andrei Sârbu a preferat să picteze peisaje, naturi statice sau compoziții abstracte. Artistul a lucrat mult după natură pe care a reușit să o transpună într-un limbaj liber formulat. Lucrările din ciclul “Gutuiele”, “Merele”, și “Floarea-Soarelui” au fost rodul unor permanente reveniri.
Total străin artei angajate ideologic, profund ostil conjuncturismului în creație, Andrei Sârbu a fost unul dintre puținii artiști plastici basarabeni (din cea de a doua jumătate a secolului XX ) care nu au acceptat nici un fel de compromisuri și nu au colaborat principial cu fostul regim totalitar din URSS. Această incoruptibilitate a artistului i-a adus respectul colegilor de generație, dar i-a și remodelat în modul cel mai dureros condiția umană.
Întreaga creație a  lui Andrei Sârbu denotă faptul că artisul a fost un mare pictor, exigent, dar și un om de cultură, care a marcat perioada în care a existat și creat.

## Aprecieri critice
Mihai-Ștefan Poiată scria despre lucrarea “Verdele câmpului în amurg” (1990): “asistăm aici la o “ceartă” între Pollock și Mondrian, dar cred că mai curând e o replică a realului la adresa idealului, realul fiind spontaneitatea gestului, explozia emotivă. Această scuturătură violentă de pensulă peste calmul rigorilor geometrice este pe cât de impulsivă, pe atât de înțeleaptă și îți sugerează că “explozia emotivă” a fost meditată îndelung și “replica” (cearta) mai curând un “rendez-vous” mult așteptat, căci ce ar fi realul fără ideal și ce valoare ar avea idealul în lipsă realului?” 
Iuri Tomoiko scria: “Asocierea gestului spontan cu structura plastică riguroasă conferă o integritate tablourilor lui Sârbu, iar de aici vine lejeritatea respirației interioare a spațiului pânzei și rafinamentului concepțiilor estetice”.
Prin abia perceptibile treceri de la o tonalitate la altă sau violențe scuturări impulsive ale penelului, prin cromatică restrictivă (generatoare de “grisaille”) sau caleidoscopice etalări ale întregului spectru cromatic, pictura lui Andrei Sârbu posedă un limbaj și o arhitectură absolut inconfundabile”.
Pentru a-i înțelege lucrările, nu ai nevoie de nici un fel de descifrări. Ai nevoie de suflet. Andrei Sârbu a reușit mai bine decât oricine să picteze lumina. El a știut să pătrundă toamnă până în adâncurile ei. […] Ne-a redat lumea dureros de pronunțat, de parcă ar fi privit-o din afară ei. Ne-a prezentat o lume din care a ținut să aleagă doar lumina, culegând aurul din toamne, din floarea-soarelui, din gutui, din lanul de grâu, un galben mistuitor, un galben sfâșietor, un galben fără limite, lăsat noua drept lecție de purificare.” 

## Citate de Andrei Sârbu
În actul creator, când pe parcursul zugrăvirii pânzei apar formele primordiale, create parcă aprioric, pictorul trăiește parcă renașterea lor.” 
Într-un interviu acordat lui A. Schiopu, artistul  menționa: “În Basarabia, tradiția picturii a fost influențată de școală franceză, care nu-și punea tranșant problema conținutului. Pentru generația mea și, probabil pentru generația anterioară, era important să scăpăm de narativismul social. Eu am tins, tind și acum, spre o pictură purificată de implicațiile exterioare, și, acesta este un moment important.” 